# Yoshiro Moriyama
Yoshiro Moriyama, född 9 november 1967 i Kumamoto prefektur, Japan, är en japansk tidigare fotbollsspelare.